# عالیه رونا
عالیه رونا (انگلیسی: Aliye Rona; ۱۴ اکتبر ۱۹۲۱ – ۲۹ اوت ۱۹۹۶) هنرپیشه اهل ترکیه بود. وی بین سال‌های ۱۹۴۷ تا ۱۹۹۶ میلادی فعالیت می‌کرد.
از فیلم‌ها یا برنامه‌های تلویزیونی که وی در آن نقش داشته‌است می‌توان به برلین در برلین، عروس اشاره کرد.